# Zeche Vereinigte Carlsglück
Die Zeche Vereinigte Carlsglück ist ein ehemaliges Steinkohlenbergwerk in Dortmund-Dorstfeld. Das Bergwerk war auch unter dem Namen Zeche Vereinigte Karlsglück bekannt und ist aus einer Konsolidation mehrerer Berechtsamen entstanden. Die Zeche war zunächst unter dem Namen Zeche Carlglück in Betrieb, später erfolgte dann mit der Konsolidation auch die Namensänderung in Zeche Vereinigte Carlsglück. Das Bergwerk gehörte zum Märkischen Bergamtsbezirk und dort zum Geschworenenrevier Dortmund.

## Geschichte

### Die Jahre als Carlsglück
Das Bergwerk war auch unter dem Namen Zeche Karlsglück bekannt. Am 10. Dezember 1849 erfolgte die Verleihung des Geviertfeldes Carlsglück. Im selben Jahr noch war der Teufbeginn eines Schachtes an der Wittener Straße. Der Schacht wurde im Mergel bis zu einer Teufe von 22 Lachter ausgemauert. Im Jahr 1851 erreichte der Schacht bei einer Teufe von 57 Metern das Karbon. Im Jahr 1853 erreichte der Kunstschacht eine Seigerteufe von 60½ Lachter. Im selben Jahr wurde bei einer Teufe von 47 Lachtern (98 m) die 1. Sohle angesetzt. Bei der Auffahrung der Sohle wurden drei Flöze mit einer Mächtigkeit von 20 bis 26 Zoll durchörtert. Außerdem wurde noch im selben Jahr von der Emscher ausgehend ein Stollen durch den Mergel bis zum Schacht aufgefahren. Der Stollen wurde im selben Jahr mit dem Schacht durchschlägig. Der Stollen diente der Wasserhaltung des Schachtes. Des Weiteren wurde mit dem Bau einer Pferdebahn zum Dortmunder Bahnhof begonnen. 1854 wurde die 2. Sohle bei einer Teufe von 77,5 Lachter angesetzt. Von dieser ersten Bausohle wurden die Ausrichtungsquerschläge aufgefahren. Es wurden mehrere Flöze erschlossen. Mit dem nördlichen Querschlag wurde ein Flöz mit einer Mächtigkeit von 22 Fuß durchörtert. Die für diesen Bereich ungewöhnliche Mächtigkeit des Flözes, deutet auf eine Überschiebung an der Durchörterungsstelle hin. Auf der Reservesohle wurde ein Backkohlenflöz mit einer Mächtigkeit von sieben Fuß angefahren. Der Schacht wurde mit einer starken Wasserhaltungsmaschine und einer Fördermaschine ausgerüstet. Die Bergwerkseigentümer beabsichtigte für das Bergwerk einen Bahnanschluss zum Bahnhof Dortmund bauen zu lassen. Ab dem Jahr 1855 wurde mit der Förderung begonnen. Der übertägige Abtransport der geförderten Kohle erfolgte über einen Bahnanschluss, mit welchem das Bergwerk mit der Bergisch-Märkischen und mit der Dortmund-Soester Eisenbahn verbunden war. Am 3. März desselben Jahres wurde das Geviertfeld Elberfeld verliehen.
Im Jahr darauf waren die Flözaufschlüsse nur von minderer Qualität. Die meisten der Aufschlüsse befanden sich in äußerst druckhaftem und zerklüftetem Nebengestein. Die Flöze hatten ein Einfallen von 77 Gon nach Süden. Das Streichen der Flöze war unregelmäßig, ebenso deren Mächtigkeit. Über Tage war das Bergwerk mit dem Schienennetz der Bergisch-Märkischen Eisenbahn verbunden. Im Jahr 1857 hatten sich die Lagerstättenverhältnisse noch nicht gebessert. Noch immer waren die Flöze häufig gestört. Sowohl das Hangende, als auch das Liegende waren schlecht. Im selben Jahr wurde damit begonnen, einen Wetterschacht zu teufen. Zweck des Schachtes war die Verbesserung der Bewetterung, um die Schlagwettergefahren zu vermindern. Am 26. Juli 1857 wurde das Geviertfeld Carlsglück Beilehn verliehen. Über Tage wurden in diesem Jahr zehn geschlossene Koksöfen installiert. Im Jahr 1858 verliefen die Ausrichtungsarbeiten planmäßig weiter. Die Ausrichtungsquerschläge auf der Wettersohle und der ersten Tiefbausohle wurden weiter nach Süden und Norden aufgefahren. Die durch die Querschläge angefahrenen Flöze erwiesen sich als wenig brauchbar. Sie waren sowohl in der Lagerung als auch in der Mächtigkeit sehr unregelmäßig. Außerdem waren die Flöze stark gestört. Im Jahr darauf hatte man auf dem Bergwerk noch keine bauwürdigen Aufschlüsse getätigt. Die Probleme wurden durch die Unregelmäßigkeiten des Gebirges und der Flöze hervorgerufen. Auch traten in diesem Jahr verstärkt schlagende Wetter auf, allerdings waren die Wasserzuflüsse nur gering, sie lagen bei bis zu 17 Kubikfuß pro Minute. Die Ausrichtungsarbeiten verliefen weiterhin problemlos. Im Jahr 1860 ergaben die Ausrichtungsarbeiten auf der ersten Tiefbausohle keine guten Resultate. Mit einem, durch die östliche Hauptverwerfung im Flöz F. aufgefahrenen, Versuchsbetrieb wurden die Flöze H. und J. überfahren. Flöz H. hatte eine Mächtigkeit von 41 Zoll und Flöz J. war 47 Zoll mächtig. Beide Flöze hatten ein einfallen von 66 Gon nach Norden und waren regelmäßig ausgeprägt. Allerdings war der Feldesteil nördlich und östlich der Hauptverwerfung nicht groß genug, um dort eine nachhaltige Förderung der Kohlen zu ermöglichen. Auf der Wettersohle wurde ein Querschlag durch dieselbe Hauptverwerfung aufgefahren. Mit diesem Querschlag wurde ein 18 Fuß mächtiges Flöz angefahren, welches zur Hälfte aus Bergeanteilen bestand. Im Jahr 1861 wurden mit dem nördlichen Querschlag drei Flöze, mit einer Mächtigkeit von acht bis 35 Zoll, durchfahren. Bei einer Auffahrungslänge von 191 Lachter wurde die östliche Hauptverwerfung angefahren. Um die hinter der Hauptverwerfung befindlichen Flöze auszurichten, wurde die Auffahrung eines Querschlag geplant. Der Querschlag sollte aus dem östlichen Sohlenort des Flözes H. in Richtung Süden aufgefahren werden. Im selben Jahr ereignete sich ein Grubenbrand und der Betrieb wurde eingestellt. Nachdem das Brandfeld abgedämmt war, erstickte der Grubenbrand. Noch im selben Jahr soff die Grube ab. Gegen Ende dieses Jahres wurde auf der Bergehalde eine Kohlenwäsche in Betrieb genommen. Im Jahr 1862 erfolgte die Konsolidation zur Zeche Vereinigte Carlsglück.

### Die Zeit als Vereinigte Carlsglück
Nach der Konsolidation der Berechtsame Carlsglück wurde im Jahr 1862 zunächst die komplette Grube gesümpft. Im selben Jahr war die Wiederinbetriebnahme des Bergwerks. Auf der Tiefbausohle wurden in diesem Jahr die westlichen Grundstrecken, im Flöz M. bis auf eine Länge von 174 Lachter und im Flöz No. V. bis auf eine Länge von 210 Lachter, weiter aufgefahren. Auf der Wettersohle erreichte der nördliche Querschlag in diesem Jahr eine Auffahrungslänge von 157 1/3 Lachter. Die westliche Grundstrecke im Flöz M erreichte auf der Wettersohle hinter der Verwerfung eine Länge von 72 Lachter. Um das westliche Feld erkunden zu können, wurde aus der westlichen Grundstrecke des Flözes No. IV. 140 Lachter vom Tiefbauquerschlag entfernt ein Versuchsquerschlag angesetzt und bis auf eine Länge von 12¾ Lachter aufgefahren. Im darauffolgenden Jahr erreichte der nördliche Wetterquerschlag eine Auffahrungslänge von 197½ Lachter. Auf der Wettersohle und der ersten Bausohle wurde im nordöstlichen Feld mit den Querschlägen das Flöz Lit. E angefahren. Im Jahr 1864 wurde der Förderschacht ab der 2. Sohle tiefergeteuft. 1865 wurde bei einer Teufe von 115 Lachtern die 3. Sohle angesetzt. Anschließend wurde auf derselben Sohle begonnen, einen Querschlag nach Osten aufzufahren. Mit dem Querschlag wurde das Flöz No. 4 angefahren. Das Flöz hatte hier eine überkippte Lage. Es hatte anstelle des Einfallens von 82,5 Gon nach Norden, traf man das Flöz mit einem Einfallen von 49,5 Gon nach Süden an.
Ab 1866 ständiger Förderrückgang, so dass ab 1869 nur die restlichen ausgerichteten Vorräte abgebaut wurden. 1870 ging das Bergwerk in Konkurs, wurde aber weiter betrieben. Am 27. Juni desselben Jahres wurde das Bergwerk versteigert. Im Jahr 1871 erhebliche geologische Störungen auf dem Bergwerk. Am 6. März desselben Jahres wurde das Bergwerk erneut versteigert. Im darauffolgenden Jahr wurde eine Betriebsgemeinschaft mit der Zeche Planetenfeld geschlossen, beide Bergwerke blieben jedoch weiterhin selbstständig. 1873 wurde der Förderschacht erneut tiefer geteuft und im Jahr 1874 wurde bei 323 Meter die 4. Sohle angesetzt. Im Jahr 1876 wurde das Bergwerk aufgrund der Zahlungsunfähigkeit an einen neuen Besitzer verkauft. Zum Jahresende desselben Jahres wurde die Förderung eingestellt. In 1877 wurden nur noch Versuchsarbeiten durchgeführt und in 1878 erfolgte die erneute Wiederinbetriebnahme. Der Förderschacht wurde erneut tiefer geteuft und im darauffolgenden Jahr bei 419 Meter die 5. Sohle angesetzt. 1880 wurde eine eigene Kokerei in Betrieb genommen. 1882 zerstörte ein Brand die Kohlenwäsche, es wurde eine neue Wäsche gebaut. 1885 wurde die 5. Sohle ausgerichtet. Im Jahr darauf erfolgte der Durchschlag der 5. Sohle mit der 2. Sohle der Zeche Planetenfeld. Im selben Jahr erfolgte die Konsolidation mit der Zeche Planetenfeld zur Zeche Vereinigte Carlsglück & Planetenfeld.

## Förderung und Belegschaft
Die ersten Förder- und Belegschaftszahlen sind aus dem Jahr 1855 bekannt, mit 220 Bergleuten wurden 44.368 preußische Tonnen Steinkohle gefördert. Im Jahr 1858 wurden mit 471 Bergleuten 206.347 preußische Tonnen gefördert. Die letzten Zahlen sind aus dem Jahr 1860 bekannt, mit etwa 300 Bergleuten wurden 150.000 preußische Tonnen Steinkohlen gefördert. Im Jahr 1862 wurden mit 339 Bergleuten insgesamt 119.809 preußische Tonnen Steinkohle gefördert. 1865 wurden mit 485 Bergleuten 246.832 preußische Tonnen gefördert. Im Jahr 1869 wurden mit 161 Bergleuten 426.191 Scheffel, das sind 23.441 Tonnen, Steinkohle gefördert. Im Jahr 1874 wurden mit 523 Bergleuten 56.431 Tonnen gefördert. 1878 wurden mit 70 Bergleuten 5.794 Tonnen Steinkohle gefördert. Im Jahr 1880 stieg die Belegschaftszahl auf 148 Bergleute an, es wurden 27.698 Tonnen gefördert. Die maximale Förderung des Bergwerks wurde 1884 erbracht. Mit 380 Bergleuten wurden 83.699 Tonnen Steinkohlen gefördert. Dies sind die letzten bekannten Förder- und Belegschaftszahlen des Bergwerks.

## Was geblieben ist
An die Zeche Vereinigte Carlsglück erinnert heute noch die Karlsglückstraße in Dortmund-Dorstfeld.